# جيريمياه أوبراين
جيريمياه أوبراين (بالإنجليزية: Jeremiah O'Brien)‏ هو سياسي أمريكي، ولد في 21 يناير 1778 في الولايات المتحدة، وتوفي في 30 مايو 1858 في الولايات المتحدة. حزبياً، نشط في الحزب الجمهوري الديمقراطي. وقد انتخب عضو مجلس نواب مين وانتخب عضو مجلس ولاية مين وانتخب عضو مجلس النواب الأمريكي.